# Christopher C. Miller
Christopher Charles Miller (sinh ngày 15 tháng 10 năm 1965) là một quan chức Bộ Quốc phòng người Mỹ, người giữ chức vụ giám đốc Trung tâm Chống khủng bố Quốc gia, chức vụ ông đã được Thượng viện thông qua bằng biểu quyết miệng vào ngày 6 tháng 8 năm 2020. Ông được tổng thống thứ 45 của Hoa Kỳ Donald J.Trump bổ nhiệm chức vụ Bộ trưởng Quốc phòng Hoa Kỳ ngày 9 tháng 11 năm 2020, sau khi ông Trump cách chức sa thải Bộ trưởng Quốc phòng Mark Esper.

## Tiểu sử
Miller sinh ở Platteville, Wisconsin con của Lois Maxine và Harvey D. Miller, và lớn lên ở Iowa City, Iowa. Anh học Trường phổ thông trung học Iowa City, trước khi lấy bằng cử nhân nghệ thuật ngành lịch sử từ Đại học George Washington năm 1987. Anh được trao huy chương tưởng niệm Gardiner G. Hubbard 
lịch sử Mỹ vì có trung bình điểm môn học cao nhất lớp. Sau đó, anh nhận bằng Thạc sĩ Nghệ thuật về nghiên cứu an ninh quốc gia từ Trường Cao đẳng Chiến tranh Hải quân của Đại học Quốc phòng vào năm 2001. Anh cũng tốt nghiệp Trường Cao đẳng Chỉ huy và Tham mưu Hải quân và Trường Cao đẳng Chiến tranh Lục quân.